# Ржаво-Плота
Ржаво-Плота (рос. Ржаво-Плота) — хутір в Солнцевському районі Курської області Російської Федерації.
Населення становить 57 осіб. Входить до складу муніципального утворення Зуївська сільрада.

## Історія
Населений пункт розташований на території українського етнічного та культурного краю Східна Слобожанщина.
Від 2004 року входить до складу муніципального утворення Зуївська сільрада.

## Населення
| 2002 | 2010 |
| ---- | ---- |
| 98   | ↘57  |